# Atribut interjecțional
Atributul interjecțional este o funcție sintactică a interjecției, realizată prin alăturarea interjecției unui substantiv. Întrebarea la care raspunde este Care?
Exemple (atributul interjecțional fiind evidențiat prin caractere cursive):
- Sunetul pic-pic se aude de afară.
- Zgomotul „trosc” e foarte aproape.
- Zgomotul trosc-pleosc l-a speriat.
- Strigatul vai! l-a salvat.